# Basilika St. Sebastian (Salvador)

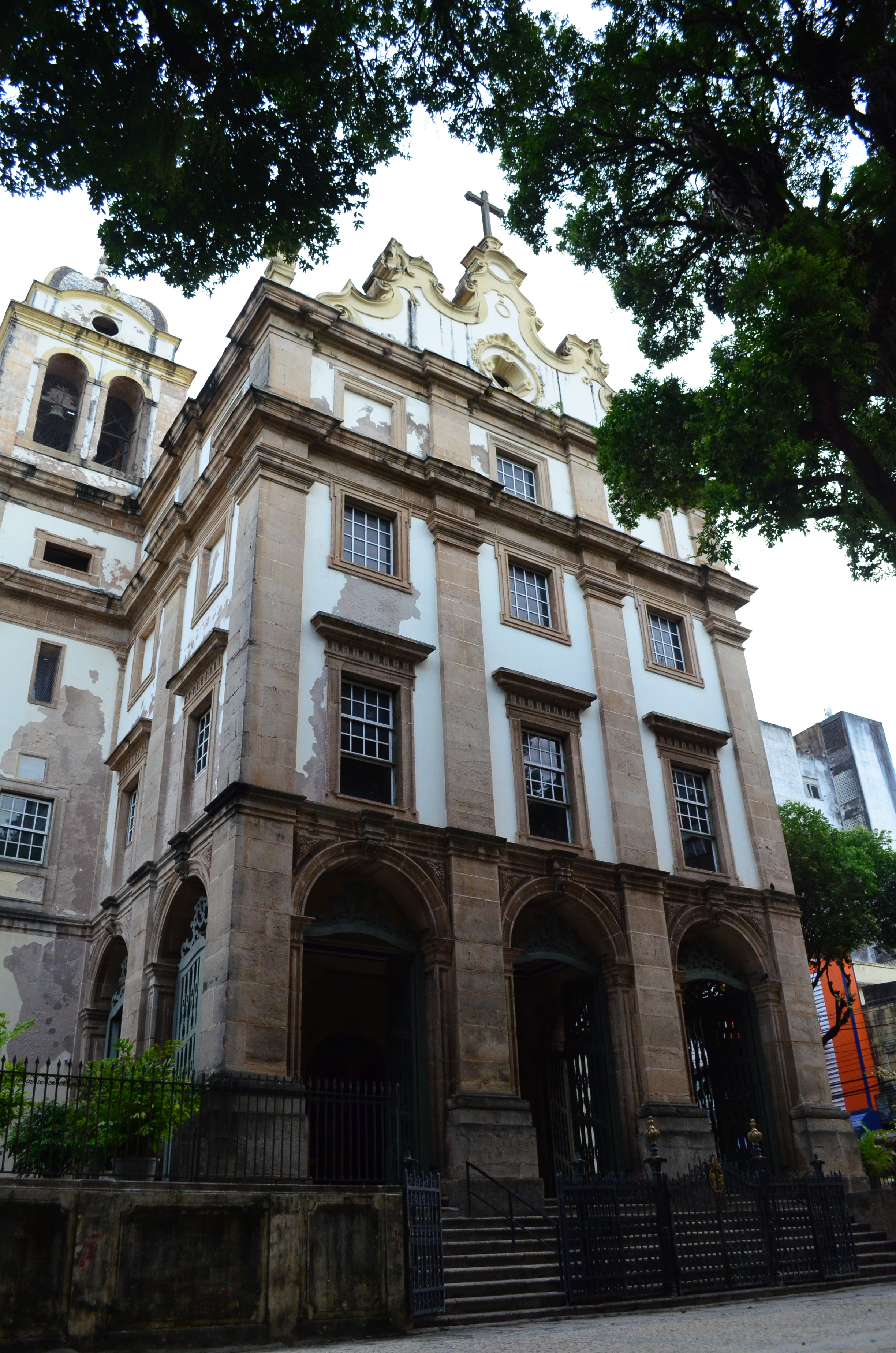
Basilika St. Sebastian

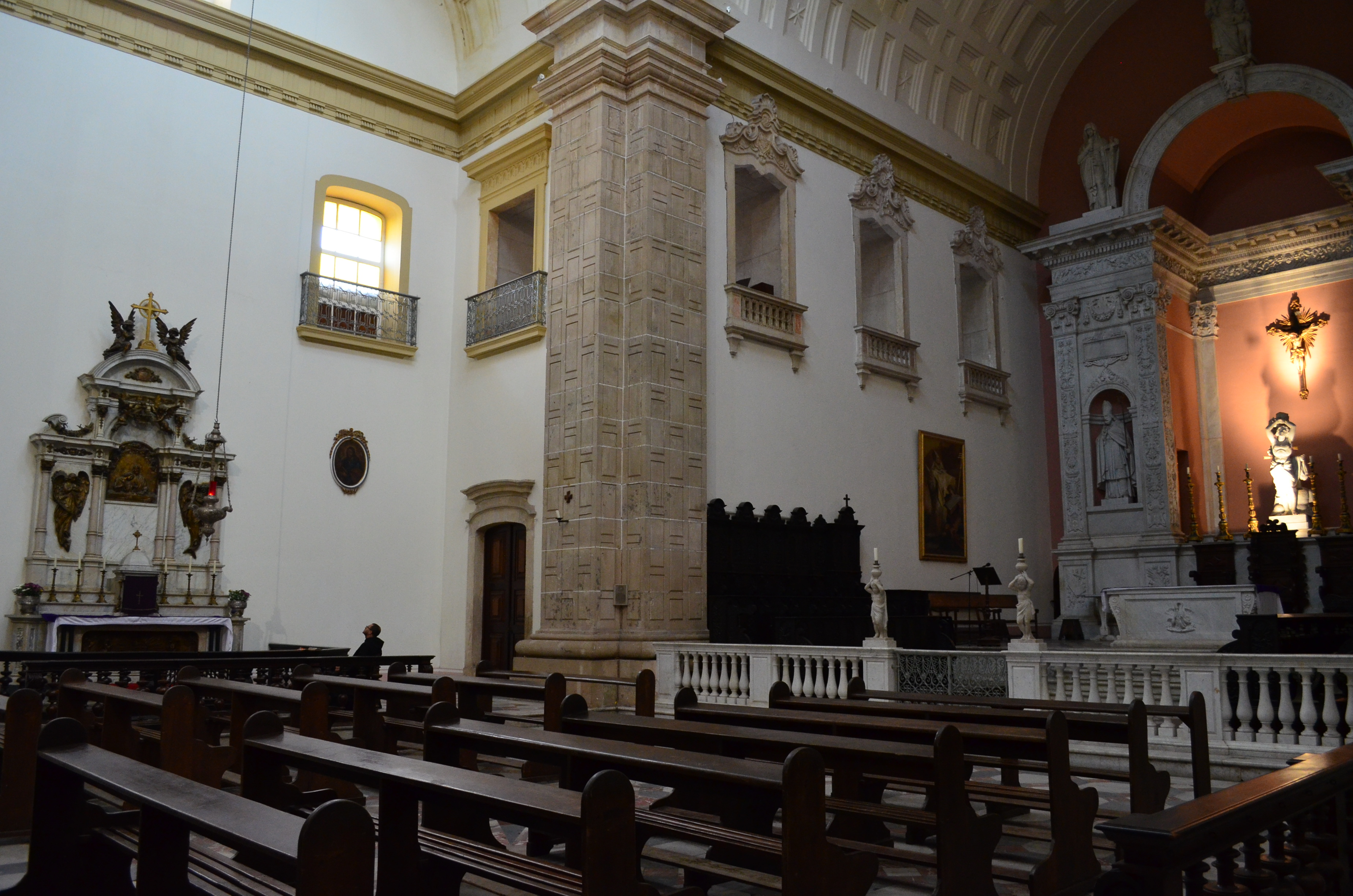
Innenraum

Die Basilika St. Sebastian (portugiesisch Basílica de São Sebastião) ist eine römisch-katholische Abteikirche in Salvador, Brasilien. Die Kirche des Klosters St. Benedikt (portugiesisch Mosteiro de São Bento) im Erzbistum São Salvador da Bahia trägt den Titel einer Basilica minor. Sie wurde im klassizistischen Stil gebaut.

## Beschreibung
Das Kloster war das erste der Benediktinerkongregation von Brasilien und stammt aus dem 16. Jahrhundert. Es liegt im Zuständigkeitsbereich der Pfarrei São Pedro. Der ursprüngliche Bau aus dem 16. Jahrhundert wurde Ende des 17. Jahrhunderts durch eine einschiffige Kirche des Architekten Macário de São João ersetzt, inspiriert durch die Kirche Il Gesu in Rom. Die 1582 begonnenen Bauarbeiten dauerten bis in den Anfang des 20. Jahrhunderts an, als die Gewölbe und die Vierungskuppel nach den ursprünglichen Plänen abgeschlossen wurden. Der durch den Gouverneur José Joaquim Seabra 1912 geplante Abriss für seine Stadtmodernisierung konnte abgewendet werden, ein Klosterflügel ging für den Straßenbau verloren. Die Kirche wurde 1938 vom Nationalen Institut für Historisches und Künstlerisches Erbe als historisches Bauwerk unter Denkmalschutz gestellt. Papst Johannes Paul II. erhob sie 1982 zur Basilika minor. Sie ist Teil des 1985 zum UNESCO-Weltkulturerbe erklärten historischen Zentrums der Stadt Salvador. 2006 wurde sie bei einem Umbau fast ein Jahr geschlossen.